# دريم هاك
دريم هاك (بالإنجليزية: DreamHack)‏ هو أكبر مهرجان رقمي في العالم حيث تقام فيه مؤتمرات حية ومسابقات في الفن الرقمي والرياضة الإلكترونية، أقيم للمرة الأولى في مدينة مالونك السويدية. يتكون الآن من عدة أحداث تقام عبر أوروبا في ستوكهولم ويونشوبينغ (السويد)، تور (فرنسا)، بوخارست وكلوج نابوكا (رومانيا)، بلنسية (إسبانيا)، لندن (إنجلترا) ولايبزيغ (ألمانيا). معترف به من قبل كتاب غينيس للارقام القياسية بكونه أكبر مهرجان حاسوب وأكبر تجمع شبكة محلية في العالم، فضلا عن وجود أسرع اتصال بالإنترنت في العالم به، وبه أكبر حركة مرور بيانات.

## وصلات خارجية
- الموقع الرسمي